# François d’Aix de La Chaise
François d'Aix de La Chaise másképp Père-Lachaise (La Chaise atya) [ejtsd: lasez] (Aixi vár (Saint-Martin-la-Sauveté mellett), 1624. augusztus 25. – Párizs, 1709. január 20.) XIV. Lajos francia király gyóntatója.

## Élete
Tanulmányait az ősei által alapított roanne-i jezsuita kollégiumban, később belépvén a Jézus Társaságába, két évi noviciátus után Lyonban végezte. Felszenteltetése után széptudományokat, majd bölcsészetet tanított. A jezsuiták tartományfőnöke volt már, amikor 1674-ben XIV. Lajos Père-Ferrier halála után gyóntatójának választotta. Több-kevesebb része volt a francia papság nyilatkozatában a gallikán egyház szabadságáról, a nantes-i ediktum eltörlésében, a quietizmus fölött való viszályokban, a király házasságában Maintenon asszonnyal. XIV. Lajos kegyeit élvezte, tőle kapta a montlouisi terjedelmes birtokot, melynek nagy kertjeiből a párizsi Père-Lachaise temető keletkezett 1804-ben.